# Gières
Gières è un comune francese di 6 137 abitanti situato nel dipartimento dell'Isère della regione dell'Alvernia-Rodano-Alpi. Dal 1984 è gemellata con Vignate (MI). Le è stata dedicata un'Avenue, Avenue de Vignate.

## Amministrazione

### Gemellaggi
Vignate, dal 1984

## Società

### Evoluzione demografica
Abitanti censiti